# تصفيات كأس العالم 2018 – أوروبا المجموعة ر

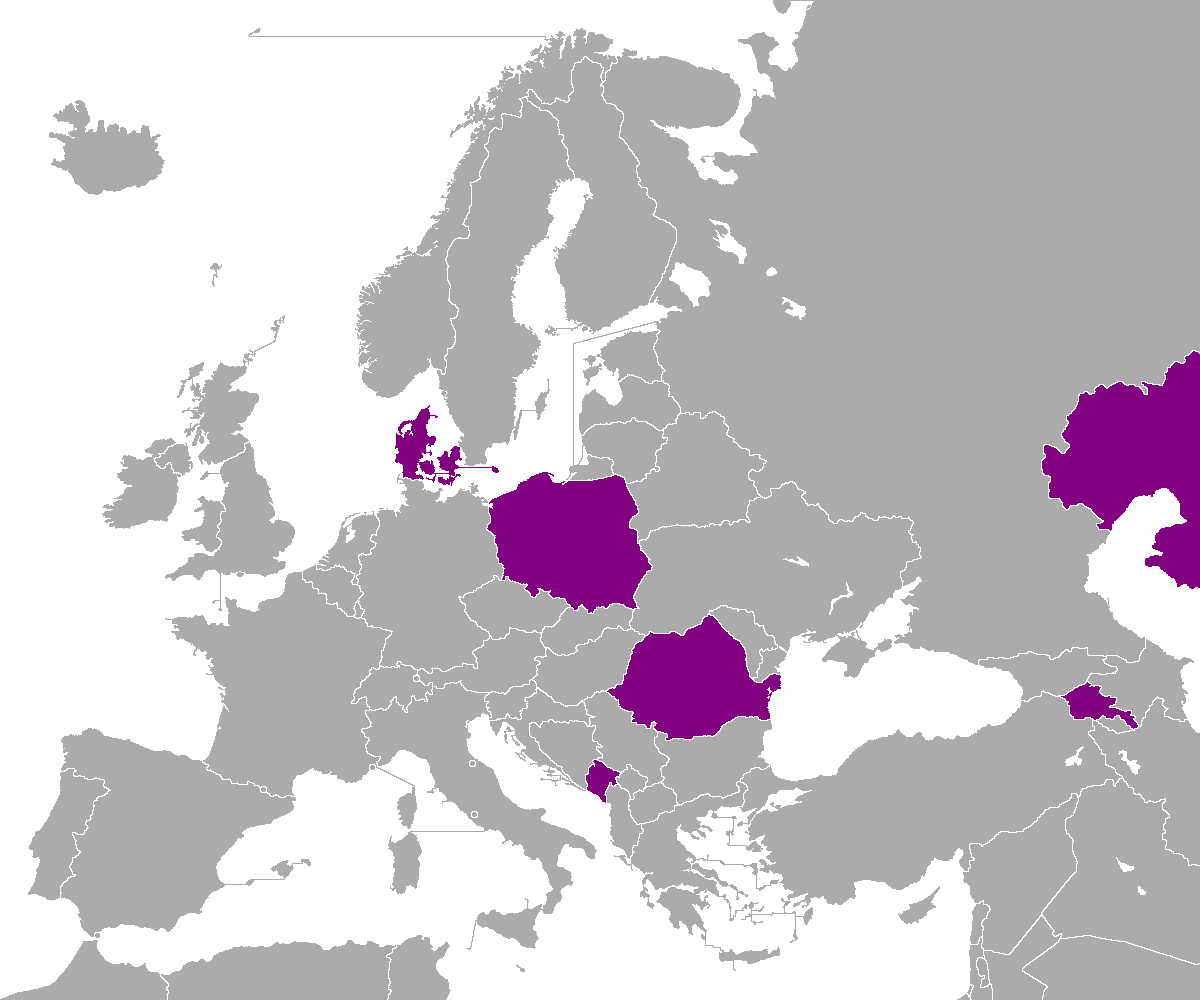
خريطة الفرق المشاركة تصفيات كأس العالم 2018 – أوروبا المجموعة ر

تصفيات كأس العالم لكرة القدم 2018 – أوروبا المجموعة ر هي إحدى مجموعات اليويفا التسعة في تصفيات كأس العالم لكرة القدم 2018. تتألف المجموعة من ستة فرق: رومانيا، الدنمارك، بولندا، الجبل الأسود، أرمينيا، وكازاخستان.
فائز المجموعة سوف يتأهل مباشرة إلى كأس العالم لكرة القدم 2018.

## الترتيب
| كسر تعادل تصفيات كأس العالم لكرة القدم 2018 |
| --- |
| في نظام الدوري ذهابًا وإيابًا، يستند ترتيب الفرق في كل مجموعة على المعايير التالية (مادتي اللوائح 20.6 و20.7): 1. النقاط (3 نقاط للفوز، نقطة واحدة للتعادل، لا شيء للخسارة) 2. فارق الأهداف 3. الأهداف المسجلة 4. النقاط في المباريات بين الفرق المتعادلة 5. فارق الأهداف في المباريات بين الفرق المتعادلة 6. الأهداف المسجلة في المباريات بين الفرق المتعادلة 7. الأهداف الخارجية المسجلة في المباريات بين الفرق المتعادلة (إذا كان التعادل هو فقط بين فريقين) 8. نقاط اللعب النظيف - بطاقة صفراء واحدة: ناقص نقطة - بطاقة حمراء غير مباشرة (بطاقة صفراء ثانية): ناقص 3 نقطة - بطاقة حمراء مباشرة: ناقص 4 نقاط - بطاقة صفراء ثم بطاقة حمراء مباشرة: ناقص 5 نقاط 9. وضع قرعة من قبل لجنة الفيفا المنظمة |

| م | الفريق       | لعب | ف | ت | خ | أ.له | أ.ع | أ.ف | نقاط | التأهل                             |     |     |     |     |     |     |     |
| - | ------------ | --- | - | - | - | ---- | --- | --- | ---- | ---------------------------------- | --- | --- | --- | --- | --- | --- | --- |
| 1 | بولندا       | 10  | 8 | 1 | 1 | 28   | 14  | +14 | 25   | التأهل لكأس العالم لكرة القدم 2018 |     | —   | 3–2 | 4–2 | 3–1 | 2–1 | 3–0 |
| 2 | الدنمارك     | 10  | 6 | 2 | 2 | 20   | 8   | +12 | 20   | التقدم للمرحلة الثانية             |     | 4–0 | —   | 0–1 | 1–1 | 1–0 | 4–1 |
| 3 | الجبل الأسود | 10  | 5 | 1 | 4 | 20   | 12  | +8  | 16   |                                    |     | 1–2 | 0–1 | —   | 1–0 | 4–1 | 5–0 |
| 4 | رومانيا      | 10  | 3 | 4 | 3 | 12   | 10  | +2  | 13   |                                    | 0–3 | 0–0 | 1–1 | —   | 1–0 | 3–1 |     |
| 5 | أرمينيا      | 10  | 2 | 1 | 7 | 10   | 26  | −16 | 7    |                                    | 1–6 | 1–4 | 3–2 | 0–5 | —   | 2–0 |     |
| 6 | كازاخستان    | 10  | 0 | 3 | 7 | 6    | 26  | −20 | 3    |                                    | 2–2 | 1–3 | 0–3 | 0–0 | 1–1 | —   |     |

## المباريات
| الدنمارك            | 1–0                        | أرمينيا |
| ------------------- | -------------------------- | ------- |
| كريستيان إريكسن 17' | تقرير (فيفا) تقرير (يويفا) |         |

| كازاخستان                  | 2–2                        | بولندا                                             |
| -------------------------- | -------------------------- | -------------------------------------------------- |
| سيرغي خيزنيتشينكو 51'، 58' | تقرير (فيفا) تقرير (يويفا) | بارتوز كابوستكا 9' · روبرت ليفاندوفسكي 35' (ركلة.) |

| رومانيا         | 1–1                        | الجبل الأسود        |
| --------------- | -------------------------- | ------------------- |
| أدريان بوبا 85' | تقرير (فيفا) تقرير (يويفا) | ستيفان يوفيتيتش 87' |

| أرمينيا | 0–5                        | رومانيا |
| ------- | -------------------------- | --- |
|         | تقرير (فيفا) تقرير (يويفا) | بوغدان ستانكو 4' (ركلة.) · أدريان بوبا 10' · رازفان مارين 12' · نيكوشور ستانتشيو 29' · ألكساندرو كيبتشيو 60' |

| الجبل الأسود                                                                                             | 5–0                        | كازاخستان |
| --- | -------------------------- | --------- |
| جاركو توماشيفيتش 24' · نيكولا فوكيفيتش 59' · ستيفان يوفيتيتش 64' · فاتوس بيكيراي 73' · ستيفان سافيتش 78' | تقرير (فيفا) تقرير (يويفا) |           |

| بولندا                                  | 3–2                        | الدنمارك                               |
| --------------------------------------- | -------------------------- | -------------------------------------- |
| روبرت ليفاندوفسكي 20'، 36' (ركلة.)، 48' | تقرير (فيفا) تقرير (يويفا) | كاميل غليك 49' (ه.ذ.) · يوسف بولسن 69' |

| كازاخستان | 0–0                        | رومانيا |
| --------- | -------------------------- | ------- |
|           | تقرير (فيفا) تقرير (يويفا) |         |

| الدنمارك | 0–1                        | الجبل الأسود      |
| -------- | -------------------------- | ----------------- |
|          | تقرير (فيفا) تقرير (يويفا) | فاتوس بيكيراي 32' |

| بولندا                                            | 2–1                        | أرمينيا            |
| ------------------------------------------------- | -------------------------- | ------------------ |
| هراير مكويان 48' (ه.ذ.) · روبرت ليفاندوفسكي 90+5' | تقرير (فيفا) تقرير (يويفا) | ماركوس بيتسيلي 50' |

| أرمينيا                                                            | 3–2                        | الجبل الأسود                        |
| ------------------------------------------------------------------ | -------------------------- | ----------------------------------- |
| أرتاك غريغوريان 50' · فارازدات هارويان 74' · غيفورغ غازاريان 90+3' | تقرير (فيفا) تقرير (يويفا) | Kojašević 36' · ستيفان يوفيتيتش 38' |

| الدنمارك                                                                           | 4–1                        | كازاخستان               |
| ---------------------------------------------------------------------------------- | -------------------------- | ----------------------- |
| أندرياس كورنيليوس 15' · كريستيان إريكسن 36' (ضربة جزاء)، 90+2' · بيتر أنكيرسين 78' | تقرير (فيفا) تقرير (يويفا) | جافورزهان سيومباييف 17' |

| رومانيا | 0–3                        | بولندا                                                     |
| ------- | -------------------------- | ---------------------------------------------------------- |
|         | تقرير (فيفا) تقرير (يويفا) | كاميل غروشيتشكي 11' · روبرت ليفاندوفسكي 83'، 90+1' (ركلة.) |

| أرمينيا                                 | 2–0                        | كازاخستان |
| --------------------------------------- | -------------------------- | --------- |
| هنريخ مخيتاريان 73' · آراس أوزبيليز 75' | تقرير (فيفا) تقرير (يويفا) |           |

| الجبل الأسود | 1–2                        | بولندا                                    |
| ------------ | -------------------------- | ----------------------------------------- |
| Mugoša 63'   | تقرير (فيفا) تقرير (يويفا) | روبرت ليفاندوفسكي 40' · ووكاش بيشتشيك 82' |

| رومانيا | 0–0                        | الدنمارك |
| ------- | -------------------------- | -------- |
|         | تقرير (فيفا) تقرير (يويفا) |          |

| كازاخستان         | 1–3                        | الدنمارك                                                                   |
| ----------------- | -------------------------- | -------------------------------------------------------------------------- |
| إسلامبيك كوات 76' | تقرير (فيفا) تقرير (يويفا) | نيكولاي يورغينسين 27' · كريستيان إريكسن 51' (ركلة جزاء) · كاسبر دولبرغ 81' |

| الجبل الأسود                                     | 4–1                        | أرمينيا           |
| ------------------------------------------------ | -------------------------- | ----------------- |
| فاتوس بيكيراج 2' · ستيفان يوفيتيتش 28'، 54'، 82' | تقرير (فيفا) تقرير (يويفا) | روسلان كوريان 89' |

| بولندا                                                    | 3–1                        | رومانيا           |
| --------------------------------------------------------- | -------------------------- | ----------------- |
| - روبرت ليفاندوفسكي 29' (ركلة جزاء)، 57'، 62' (ركلة جزاء) | تقرير (فيفا) تقرير (يويفا) | بوغدان ستانكو 77' |

| كازاخستان | ضد                         | الجبل الأسود |
| --------- | -------------------------- | ------------ |
|           | تقرير (فيفا) تقرير (يويفا) |              |

| الدنمارك | ضد                         | بولندا |
| -------- | -------------------------- | ------ |
|          | تقرير (فيفا) تقرير (يويفا) |        |

| رومانيا | ضد                         | أرمينيا |
| ------- | -------------------------- | ------- |
|         | تقرير (فيفا) تقرير (يويفا) |         |

| أرمينيا | ضد                         | الدنمارك |
| ------- | -------------------------- | -------- |
|         | تقرير (فيفا) تقرير (يويفا) |          |

| الجبل الأسود | ضد                         | رومانيا |
| ------------ | -------------------------- | ------- |
|              | تقرير (فيفا) تقرير (يويفا) |         |

| بولندا | ضد                         | كازاخستان |
| ------ | -------------------------- | --------- |
|        | تقرير (فيفا) تقرير (يويفا) |           |

| أرمينيا | ضد                         | بولندا |
| ------- | -------------------------- | ------ |
|         | تقرير (فيفا) تقرير (يويفا) |        |

| الجبل الأسود | ضد                         | الدنمارك |
| ------------ | -------------------------- | -------- |
|              | تقرير (فيفا) تقرير (يويفا) |          |

| رومانيا | ضد                         | كازاخستان |
| ------- | -------------------------- | --------- |
|         | تقرير (فيفا) تقرير (يويفا) |           |

| الدنمارك | ضد                         | رومانيا |
| -------- | -------------------------- | ------- |
|          | تقرير (فيفا) تقرير (يويفا) |         |

| كازاخستان | ضد                         | أرمينيا |
| --------- | -------------------------- | ------- |
|           | تقرير (فيفا) تقرير (يويفا) |         |

| بولندا | ضد                         | الجبل الأسود |
| ------ | -------------------------- | ------------ |
|        | تقرير (فيفا) تقرير (يويفا) |              |